# あんみつ検事の捜査ファイル
『あんみつ検事の捜査ファイル』（あんみつけんじのそうさファイル）は、2016年から2017年までTBS系「月曜名作劇場」で放送されたテレビドラマシリーズ。全2回。主演は片平なぎさ。

## キャスト

### あんみつ大好きコンビ
風巻やよい
演 - 片平なぎさ（中学時代：丸茂寧音）
京都地方検察庁宇治支部の検察官検事。
あんみつが大好物。石橋とはあんみつ友達（あん友）。
石橋大輔
演 - 石塚英彦
経歴：京都府警捜査一課（第1作）
→ 京都府警宇治南警察署（第2作）
階級は警部補。シングルファーザー。

### 京都地方検察庁宇治支部
井口寛司
演 - 梶原善
検事。
高嶋朋子
演 - 中別府葵
事務員。
平尾実
演 - 藤田富（第2作）
事務官。
佐竹安信
演 - 金田明夫
支部長。

### 警察関係者
反町一真
演 - 中村昌也
京都府警宇治南警察署の刑事。

### その他
石橋小太郎
演 - 中村ゆう
石橋の息子。
安斉みつ子
演 - ふせえり
甘味処「阿月」の店員。

### ゲスト
第1作「女検事の涙は乾く」（2016年）
- 青山まどか（弁護士・風巻やよいの司法修習生時代の同期） - 野村真美
- 坂上正昭（京都地方検察庁宇治支部 事務官） - 尾上寛之
- 栗山昌雄（私立探偵） - 六角慎司
- 三宅田鶴子（大阪地裁 裁判官・現在行方不明） - 宮田早苗
- 久米川（裁判長） - 大河内浩
- 吉岡信孝（検事・佐竹安信の大学の後輩・2年前癌で死亡） - 矢柴俊博
- 相田（画家・青柳の美大の先輩） - 谷川昭一朗
- 島袋（「週刊文楽」編集部員） - 瑞木健太郎
- 植田（調査員） - 君嶋麻耶
- 江本（優香の母・寺島と同じマンションの住人） - 松田沙紀
- 鳥越和人（弁護士） - 加門良
- 水上（大阪府警 警部） - 加藤満
- 小林（目撃証人） - 小川剛生
- 大木尚美（青柳の元モデルで愛人・8年前の殺人被害者） - 小西キス
- 記者 - 吉田桃華、林大樹
- 警官 - 川末敦、九谷茂樹
- 鑑識課員 - 高田健一
- 江本優香（シルバーのペンダントを拾った少女） - 平尾菜々花
- 寺島周二（キャピタル法律事務所の弁護士・風巻やよいの司法修習生時代の同期で元恋人） - 岡田浩暉
- 青柳宗介（元画家・獄中自殺） - 篠井英介

第2作「白骨夫人の遺言書」（2017年）
- 白洲研一郎（泰子の息子・白洲化粧品 社員） - 前田公輝（幼少期：石毛宏樹）
- 飯田守男（元祇園のホスト） - 城咲仁
- 浜崎（警視） - 山本龍二
- 波江（海鮮食堂「波江」店主） - 増子倭文江
- 小野南美子（研一郎の恋人・美容師アシスタント） - 大島正華
- 裁判長 - 青山伊津美
- 神林の助手 - 尾藤亜衣
- 朝倉（白洲化粧品 社長秘書） - 岡田貴寛
- 岡村多恵子（白洲家の家政婦） - 高橋由美子（幼少期：川北れん）
- 「食べてキレイに! 美・Sweets Party!」司会 - 松代沙織
- 漁師 - 三島昭二
- 神林健三（白洲化粧品 顧問弁護士・地方検察庁の元次席検事） - 佐々木勝彦
- 白洲泰子（白洲化粧品 社長・風巻やよいの中学時代の同級生） - 床嶋佳子（幼少期：松田花 / 中学時代：黒嵜菜々子）

## スタッフ
- 原作 - 和久峻三『あんみつ検事の捜査ファイル』
- 脚本 - 田辺満
- 演出 - 根本和政、村上牧人
- 編成 - 橋本孝
- プロデューサー - 矢口久雄（テレパック / 第1作 - ）、河原瑶（テレパック / 第1作 - ）、渋谷英史（テレパック / 第1作）
- 製作 - TBS、テレパック

## 放送日程
| 話数 | 放送日        | サブタイトル     | 原作                                            | 脚本   | 演出     |
| ---- | ------------- | ---------------- | ----------------------------------------------- | ------ | -------- |
| 1    | 2016年6月13日 | 女検事の涙は乾く | 「あんみつ検事の捜査ファイル 女検事の涙は乾く」 | 田辺満 | 根本和政 |
| 2    | 2017年2月06日 | 白骨夫人の遺言書 | 「白骨夫人の遺言書」                            | 田辺満 | 村上牧人 |